# Domstraße (Güstrow)

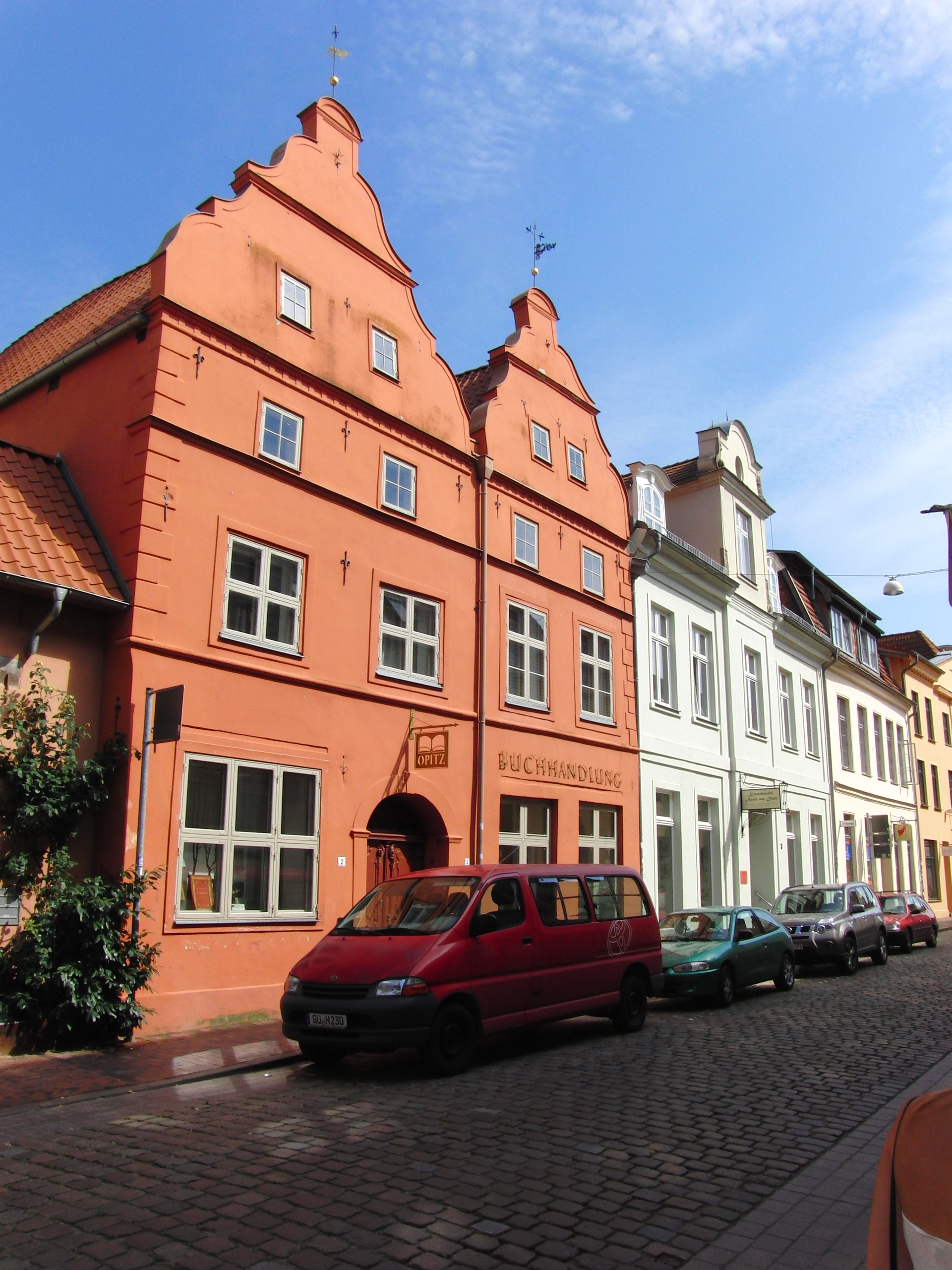
Nr. 2 bis 5

Der historische Domstraße in Güstrow in der Altstadt liegt südlich vom Stadtzentrum. Sie führt in Nord-Süd-Richtung vom Markt bis zum Franz-Parr-Platz.

## Nebenstraßen

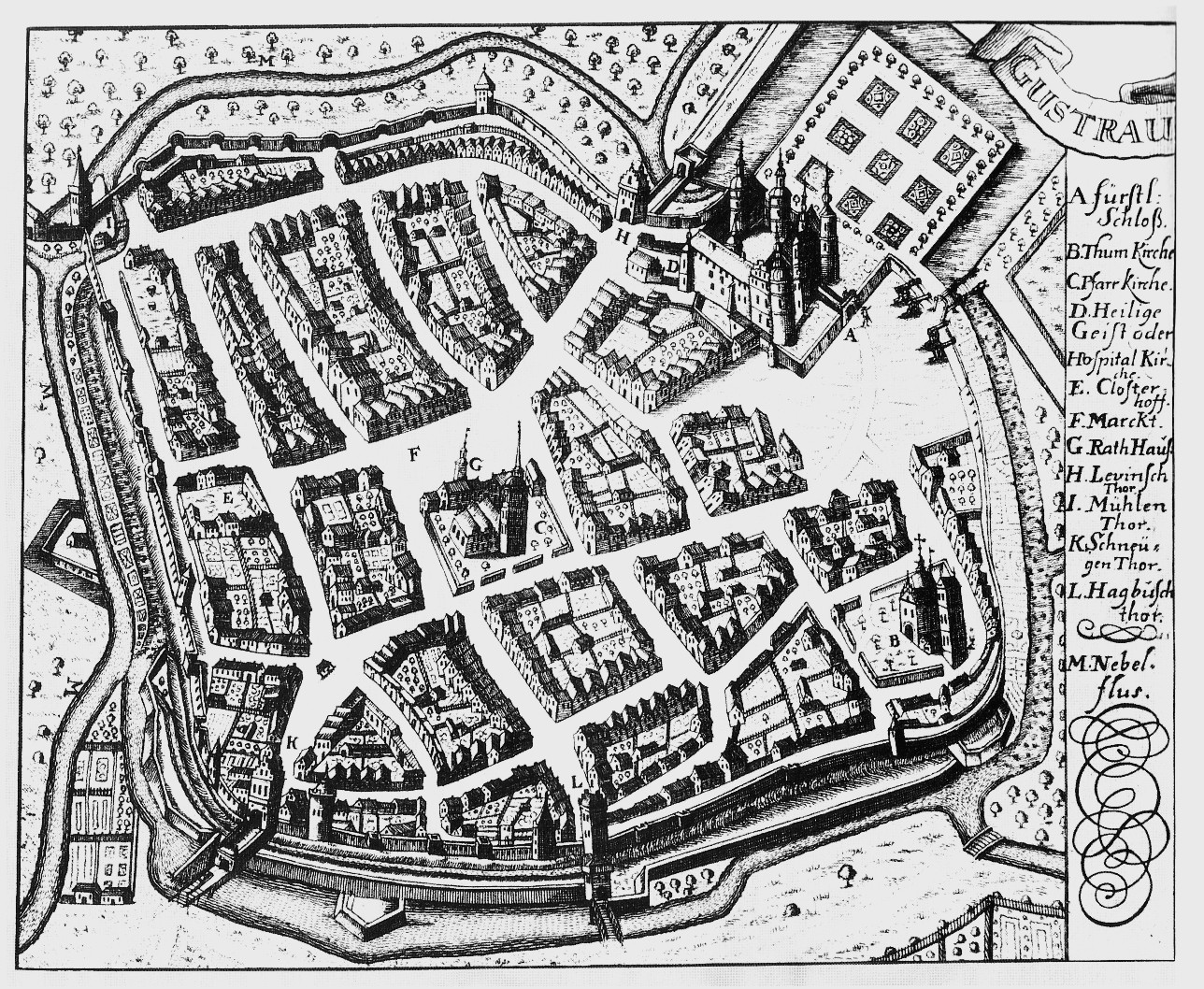
Güstrow 1706, Straße Mitte, rechts vom Zentrum

Die Nebenstraßen und Anschlussstraßen wurden benannt als Markt, Grüner Winkel (früher Badestubenstraße dann Grünwinkel) wohl nach den Vorgärten, Burgstraße nach der früheren Burg, Kerstingstraße nach dem Maler der Romantik Georg Friedrich Kersting (1785–1847) und Franz-Parr-Platz nach dem Baumeister der Renaissance Franz Parr († 1580).

## Geschichte

### Name
Die erstmals 1313 erwähnte Straße wurde benannt nach dem mittelalterlichen Güstrower Dom, in dessen Richtung sie in etwa führt. Sie gehört zu den ältesten Straßen der Stadt.

### Entwicklung

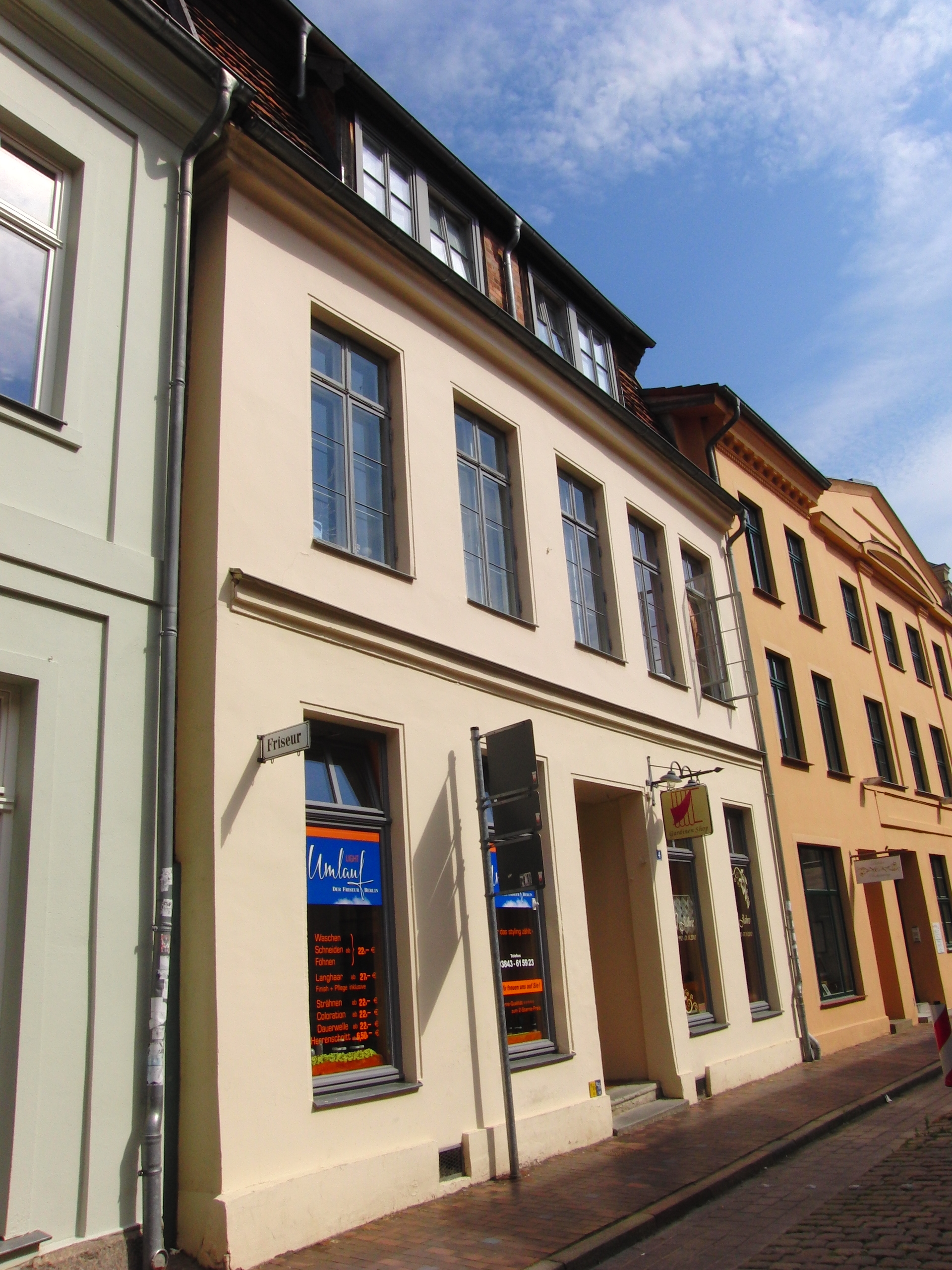
Nr. 4 und 5

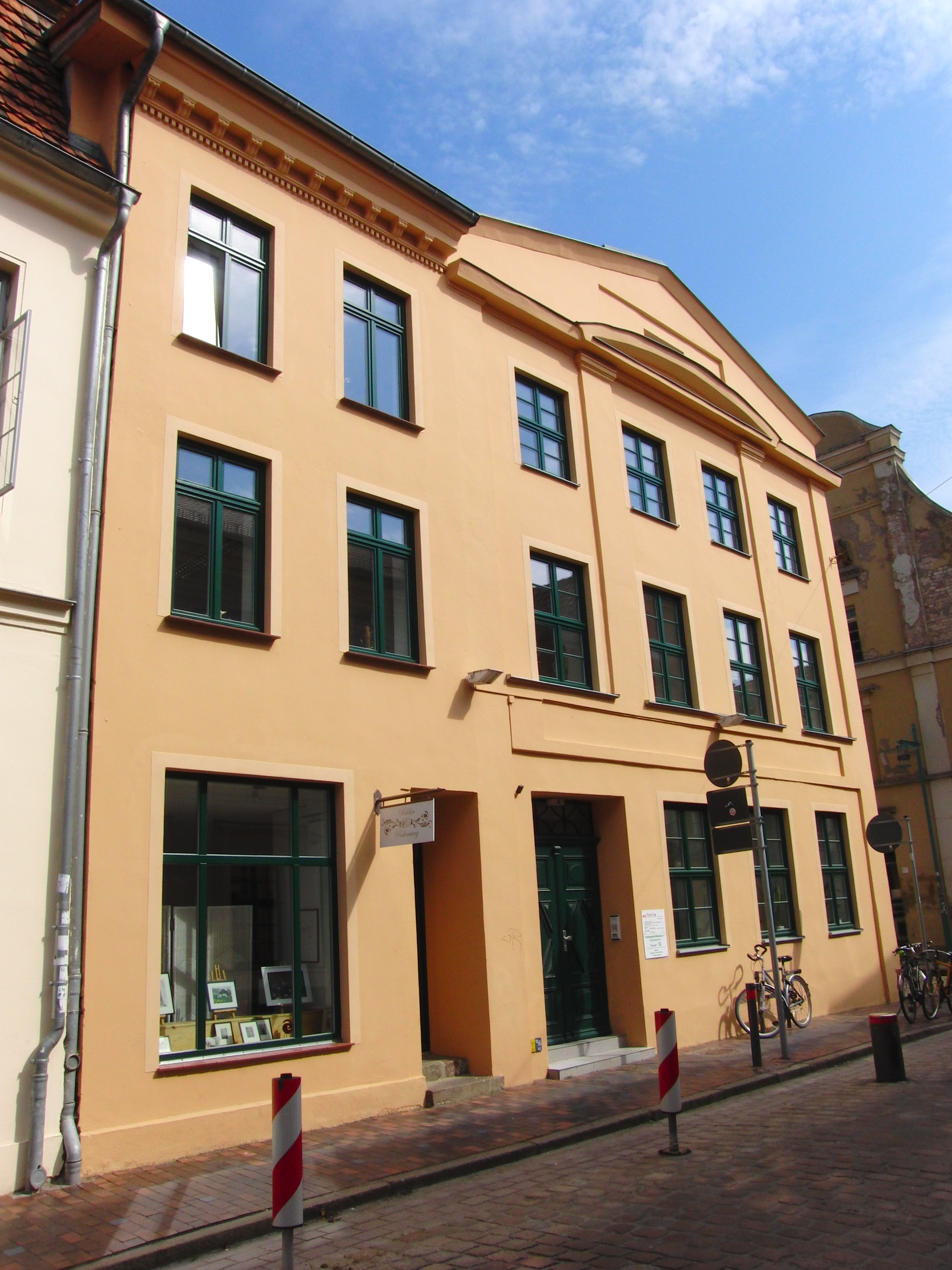
Nr. 5

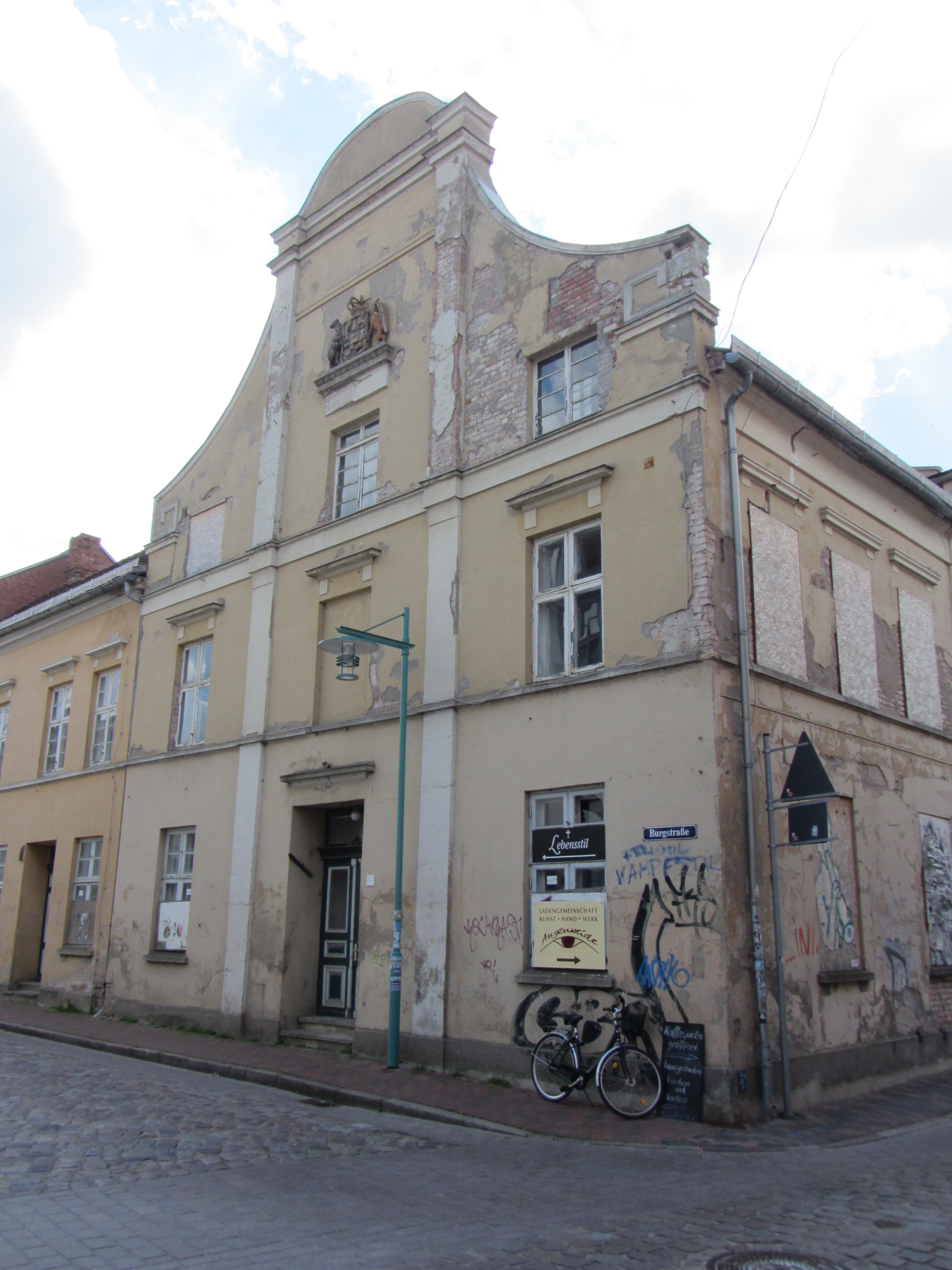
Nr. 6, links Burgstraße

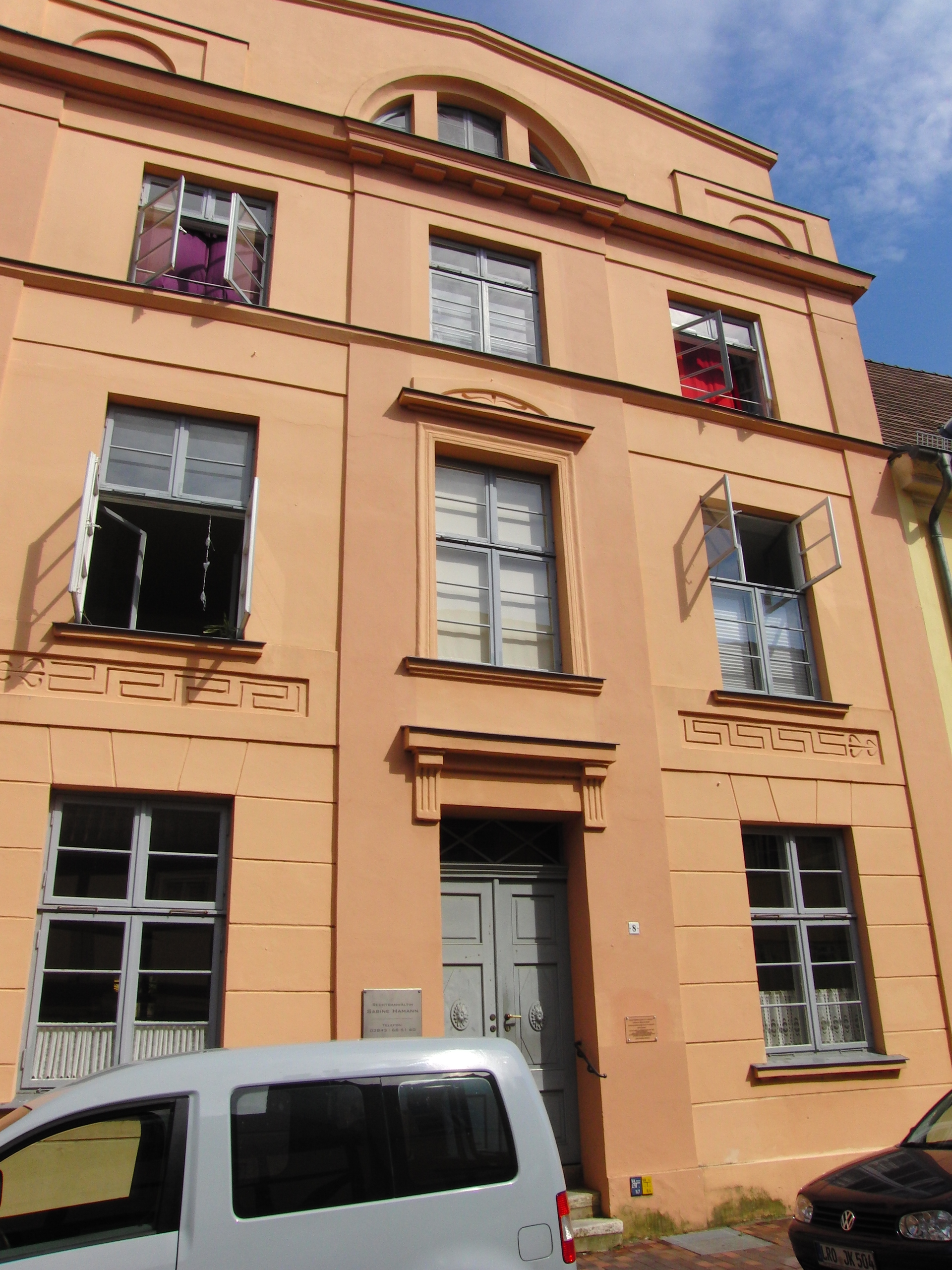
Nr. 8

Güstrow besteht seit um 1100 und war von 1229 bis 1436 sowie von 1556 bis 1695 Residenzstadt. Die slawische Burg und Schloss Güstrow prägten den Ort. Nach dem großen Stadtbrand von 1503 wurden viele Häuser neu erbaut.
An der Einkaufsstraße entstanden Läden und Gaststätten.
Ab 1991 wurde die historische Altstadt als früheres Nationales Flächendenkmal und nun Modellstadt der Städtebauförderung saniert, so auch die Straße und seine Häuser.

## Gebäude, Anlagen (Auswahl)
An der Straße stehen zumeist zwei- bis dreigeschossige Häuser. Die mit (D) gekennzeichneten Häuser stehen unter Denkmalschutz.
Ostseite
- Nr. 1: historisierendes 3-gesch. Wohn- und Geschäftshaus mit drei Hintergebäuden und einem Hinterhaus (D), Giebelhaus
- Nr. 2: 3-gesch. Wohn- und Geschäftshaus (D) mit Doppelgiebel aus der Renaissance und zwei Hintergebäuden, heute mit Buchladen Inselliebe
- Nr. 3: 2-gesch. klassizistisches Wohn- und Geschäftshaus mit einem Hintergebäude und einem Gartenpavillon (D), heute mit Kunsthandel Antik am Dom
- Nr. 4: 2-gesch. saniertes Wohn- und Geschäftshaus (D) mit Beletage und Saal
- Nr. 5: 3-gesch. Wohnhaus (D) mit Kunstschmiede
- Nr. 6, Ecke Burgstraße: 2-gesch. Wohnhaus von um 1634 (D) mit barockem Schweifgiebel, Pilastern, rundem Abschluss sowie dem Wappen der Mecklenburger Herzöge, erhaltene Kemlade, früher  Haus des Oberforstmeisters von Storch, von um 1866 bis 1896 Post- und Telegrafenamt, dann u. a. Haus des Mecklenburger Landbundes, 1937–45 NSDAP-Kreisleitung, in der DDR-Zeit Gerichtsstelle für Scheidungsangelegenheiten, nach langem Leerstand saniert um 2014/16 und Bauherrenpreis 2016[3][4]
- kleine Grünfläche
- Nr. 7: 2-gesch. barockes zurückgesetztes Wohnhaus von 1506 (D), wohl der älteste Profanbau von Güstrow, nach langem Leerstand 2011–13 saniert, heute Büronutzung[5]
- Nr. 8: 3-gesch. klassizistisches Wohnhaus mit Hintergebäude und Gartenpavillon (D) früher u. a. mit der Theaterverwaltung, nach langem Leerstand saniert, heute u. a. mit Kanzlei
- Nr. 9, Ecke Franz-Parr-Platz 9: 2-gesch. saniertes Wohn- und Geschäftshaus (D), früher Hermann Häcker’s Hotel mit Restaurant und Bierstube, bzw. Hotel Deutsches Haus, dann auch Tourist-Information, heute mit Schweriner Volkszeitung SVZ Leserservice

Westseite
- Nr. 10: 2-gesch. 10-achsiges klassizistisches, saniertes Wohn- und Bürohaus mit Hintergebäuden und Tordurchfahrt (D)
- Nr. 11/12: 2-gesch. Wohn- und Geschäftshaus (D) mit Fachwerkfassade bei Nr. 11
- Nr. 13: 2-gesch. Wohn- und Geschäftshaus (D) mit Kanzlei und Büros
- Nr. 14 und Kerstingstraße 4: 2-gesch. Wohnhaus aus dem 17. Jh. mit Holzbalken von 1584 bzw. 1622 sowie mit einem Hintergebäude (D), Fachwerkhäuser mit verputzter klassizistischer Straßenfassade, markante höhere Attika mit runden und ovalen Ochsenaugen, früher bis um 1938 Anwaltskanzlei von Max Marcus, der mit seiner jüdischen Familie fliehen musste, nach langem Leerstand 2017/19 saniert, Bauherrenpreis 2020, Innen: Saal mit Ausmalungen[6]
- Nr. 15: 3-gesch. klassizistisches Wohnhaus mit Hintergebäude (D), markanter Giebelaufsatz, zur DDR-Zeit Café das im Volksmund wegen seiner Lage gegenüber dem Scheidungsgericht auch Scheidungskaffee genannt wurde, seit 1852 und heute wieder Café Küpper mit Hofgarten, saniert in den 1990er Jahren
- Nr. 16: 3-gesch. Verwaltungsgebäude mit Hintergebäude (D), früher Hauptzollamt, von 1866 bis 1896 Postamt Güstrow, saniert in den 1990er Jahren, heute Stadtbauamt und evangelische Kirchenkreisverwaltung Güstrow
- Nr. 17: 3-gesch. Wohnhaus mit denkmalgeschützter Haustür (D)
- Nr. 18: 2- und 3-gesch. 9-achsiges neueres Wohn-, Büro- und Geschäftshaus von 2004, zuvor Baulücke seit 1974
- Nr. 20: 2-gesch. klassizistisches Wohn- und Geschäftshaus mit Hintergebäude (D), Fassade mit Pilaster im OG und hohem Gesims mit rundem Abschluss, saniert in den 1990er Jahren
- Nr. 21: 3-gesch. Wohn- und Geschäftshaus aus den 1920er Jahren, früher 2-gesch. Giebelhaus seit 1899 mit Papierwarenhandlung
- Markt Nr. 28, Ecke Domstraße: 3-gesch. neoklassizistisches Wohn- und Geschäftshaus mit Hintergebäude (D), Eckhaus mit 5-gesch. Schaufassade, früher von um 1890 mit Delicatessen- und Weinhandlung sowie ab 1900 Grotefends Restaurant, von um 1935 bis nach 1991 Stehbierhalle Zur Traube, zur DDR-Zeit Weinstube im Hinterhaus an der Domstraße, saniert um 2020
- Markt 29, Ecke Grüner Winkel: 3-gesch. neues Wohn- und Geschäftshaus als Giebelhaus

### Denkmale
- Liste der Stolpersteine in Güstrow
  - Nr. 5: Für Bertha Frank (1866–?) und Mathilde ’Tilli’ Frank (1888–?), beide 1942 nach Auschwitz deportiert
  - Nr. 14: Für Max Marcus (1876–1945) und Margarete Marcus (1885–1970), beide konnten mit ihren drei Kindern 1939 nach Palästina fliehen

## Literatur

Straße 1912
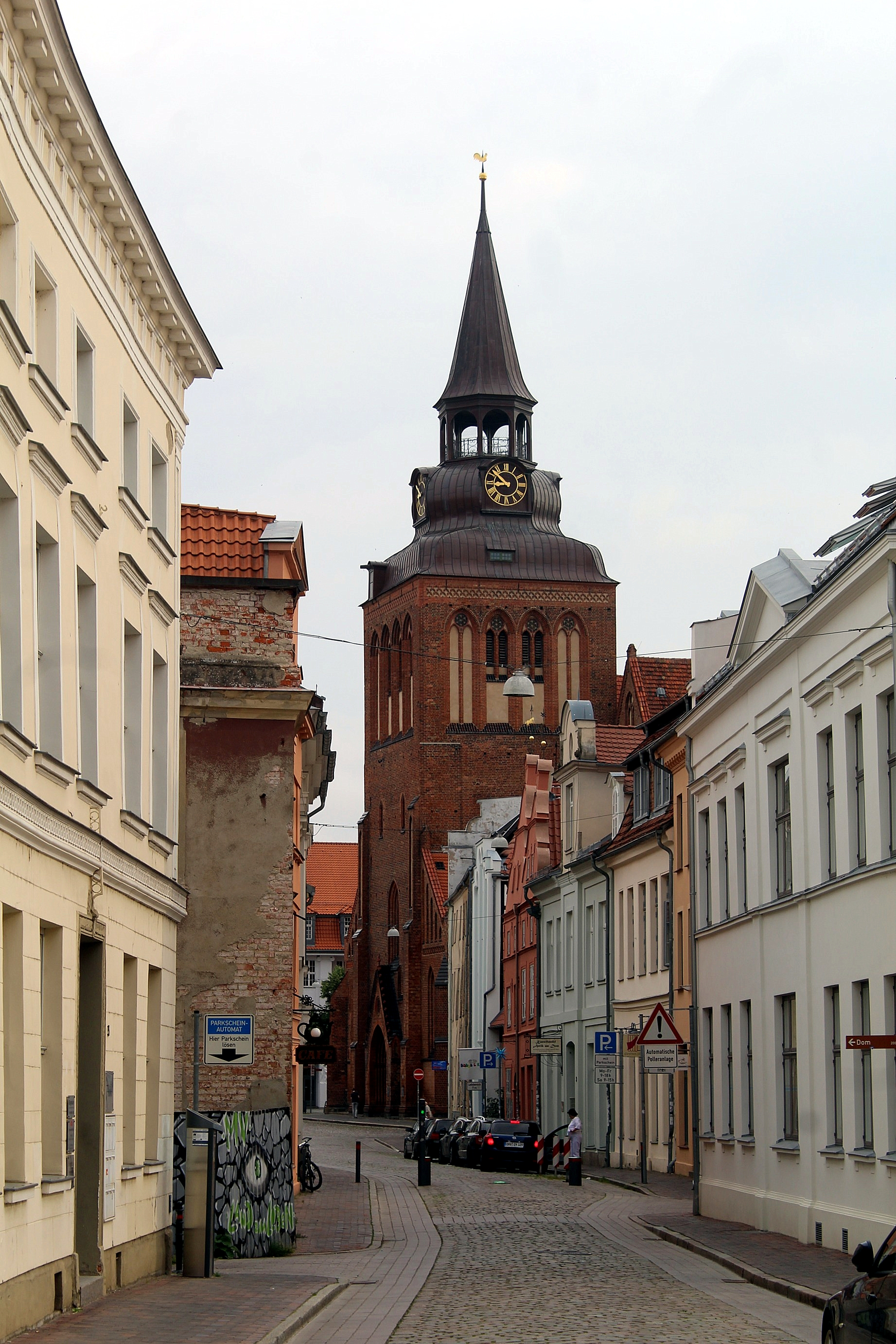
Nr. 6 vorne rechts; hinten Marienkirche
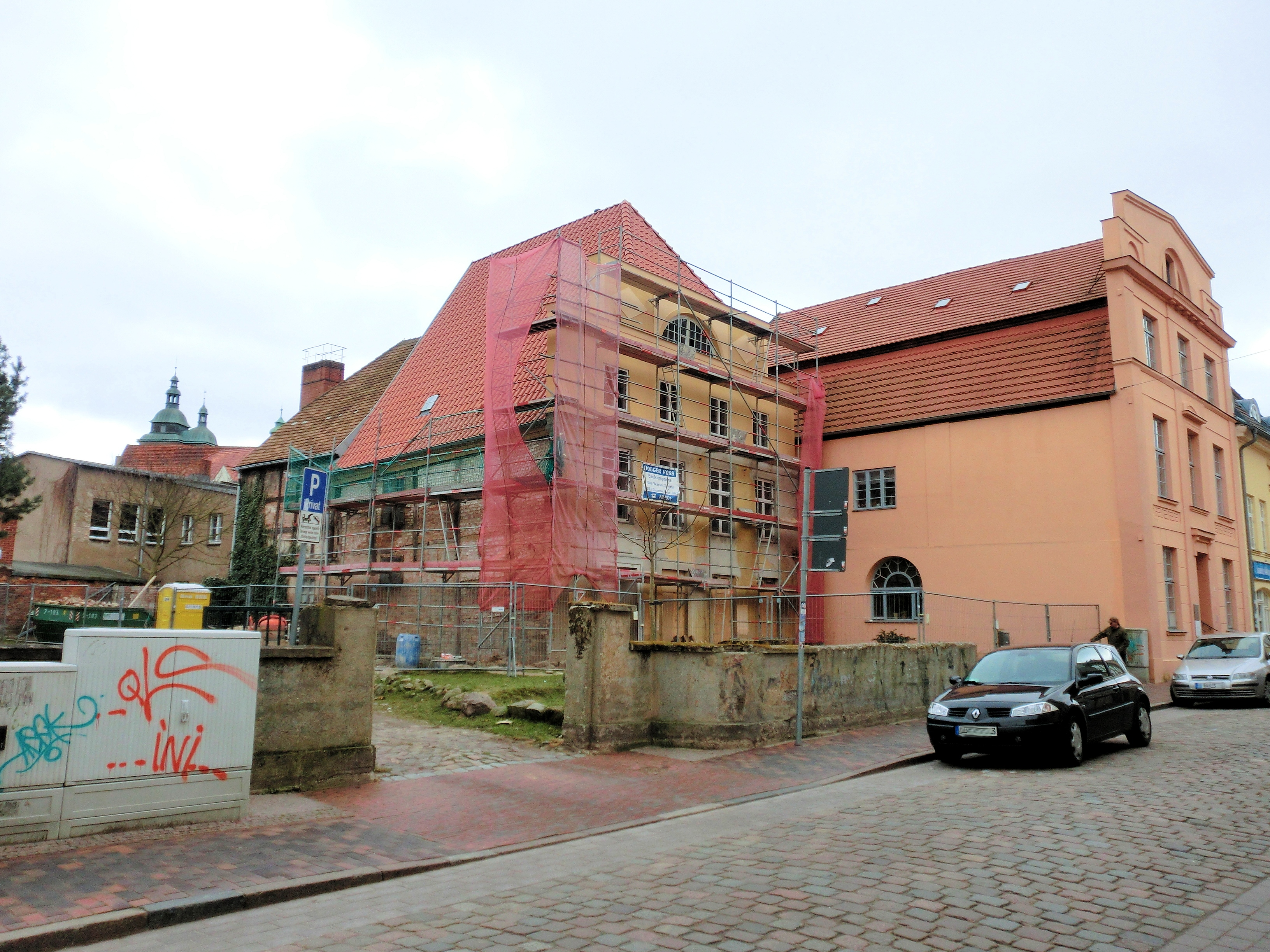
Nr. 7, ältester Profanbau
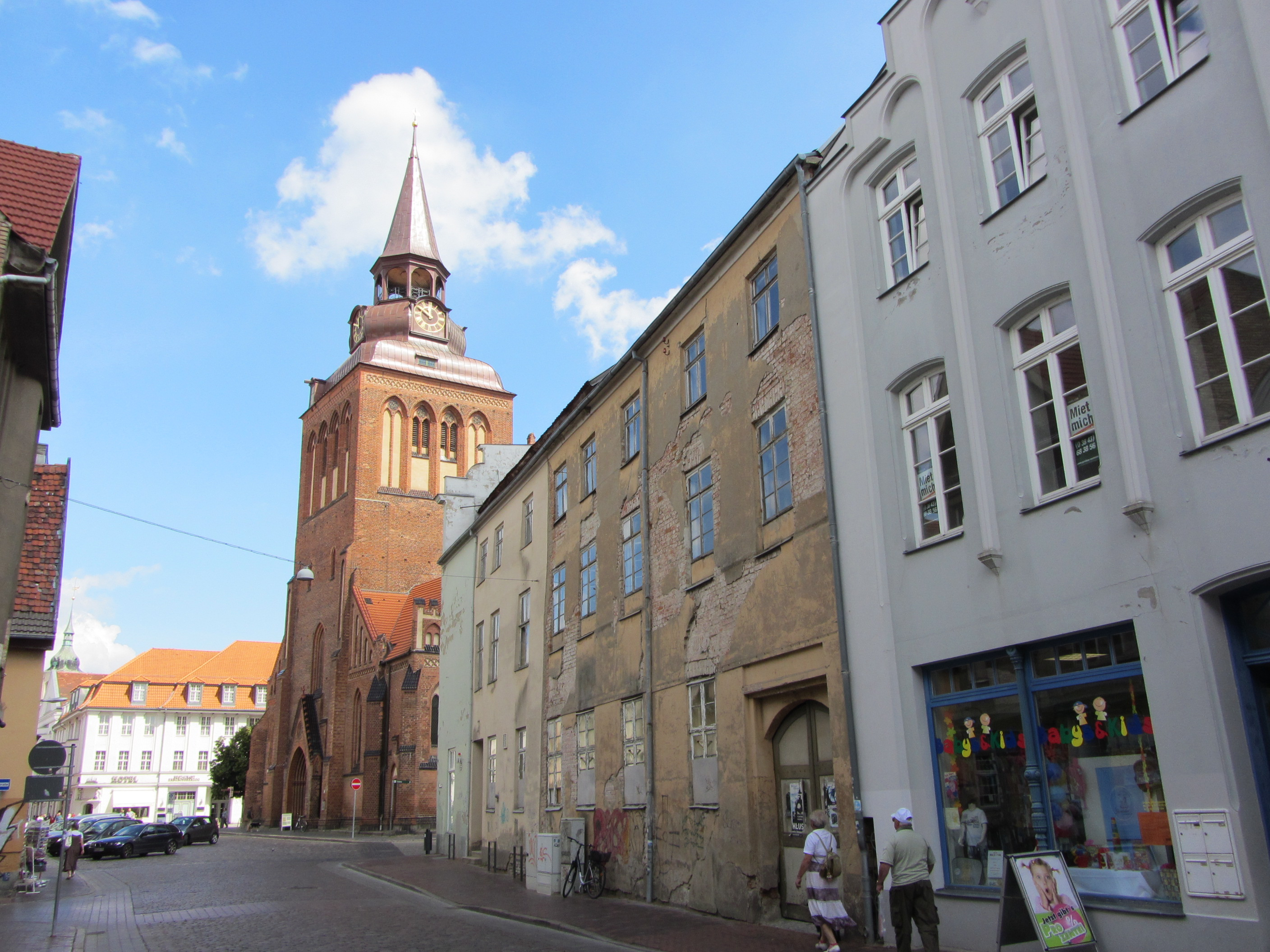
Rechts Nr. 1, dahinter Marienkirche
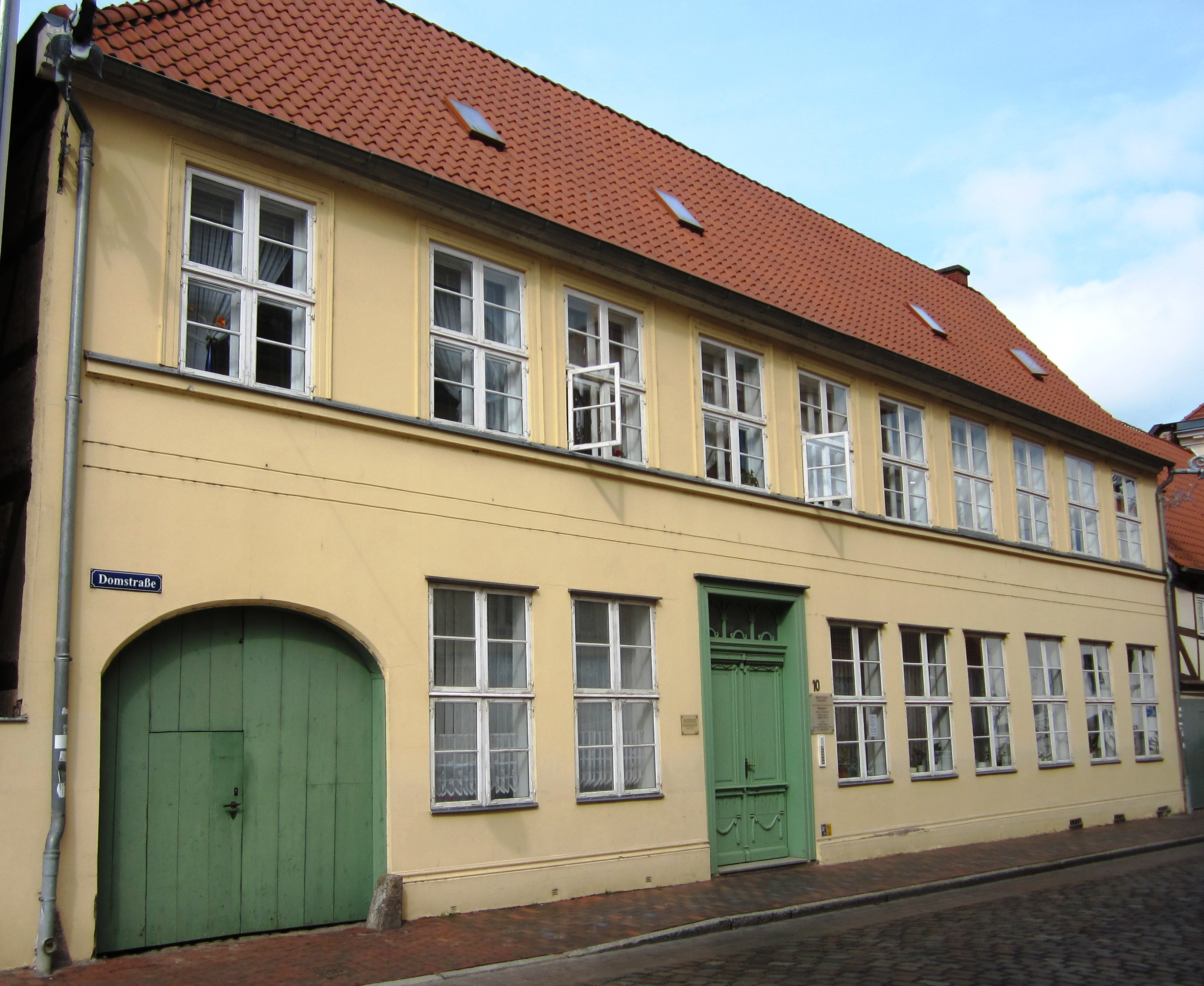
Nr. 10
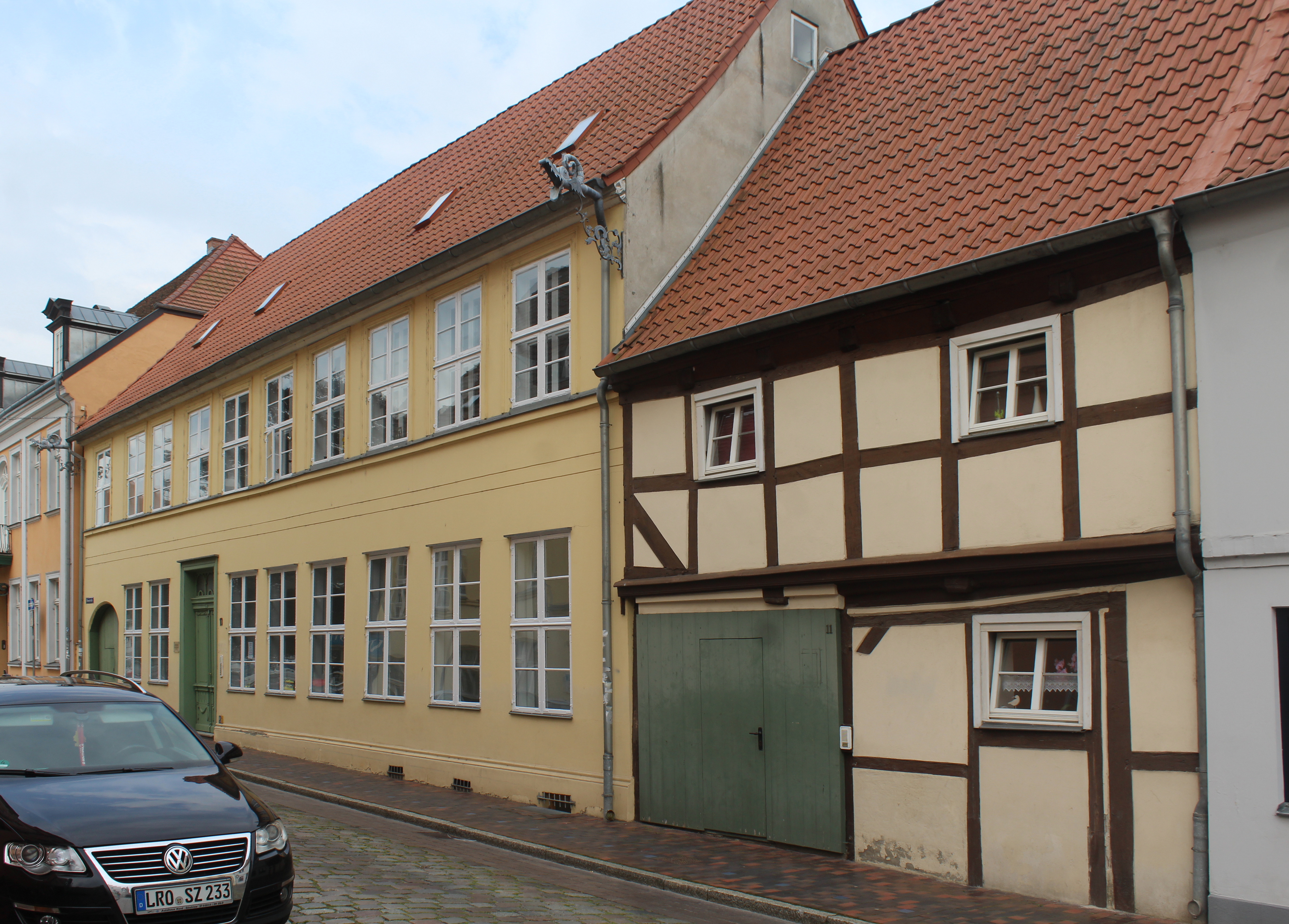
Nr. 10 und 11
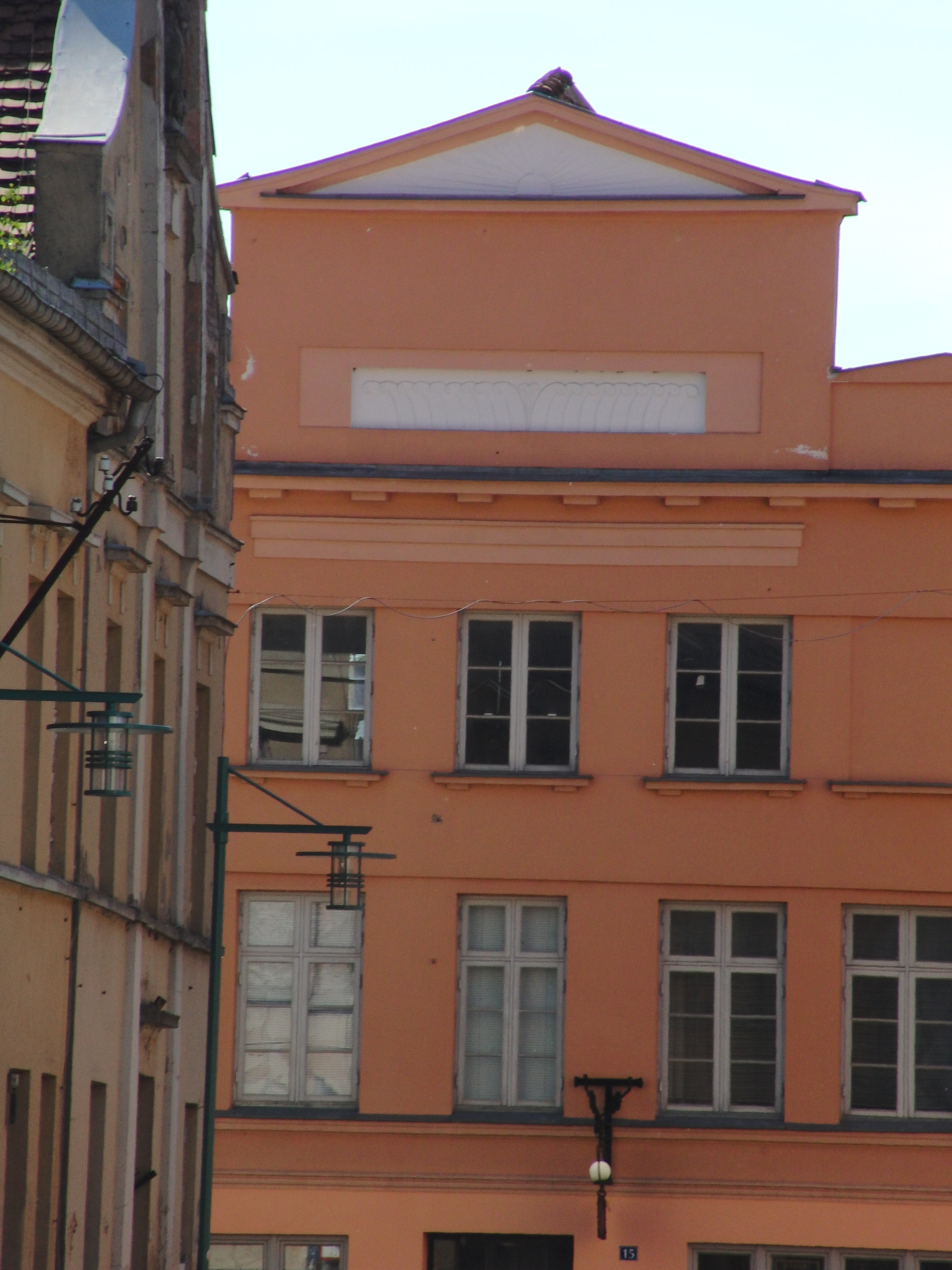
Nr. 15